# Mbam-Sprachen
Die Mbam-Sprachen (oft kurz Mbam genannt) bilden eine Untergruppe der südlichen bantoiden Sprachen, eines Zweiges der Benue-Kongo-Sprachen, die ihrerseits zur Niger-Kongo-Sprachfamilie gehören.
Die etwa 15 Mbam-Sprachen werden von rund 120.000 Menschen im Westen der Kameruner (Zentralprovinz, Mbam-Division) gesprochen. Die beiden bedeutendsten Mbam-Sprachen sind Nugunu (oder Yambasa) mit 35.000 Sprechern und Tuki (oder Sanaga) mit 25.000 Sprechern.

## Klassifikation
Position des Mbam innerhalb des Niger-Kongo:
- Niger-Kongo > Volta-Kongo > Benue-Kongo > Ost-Benue-Kongo > Bantoid-Cross > Bantoid > Süd-Bantoid > Mbam-Sprachen

Untergliederung der Mbam-Sprachen:
- Mbam
  - Sanaga
    - Tuki (Sanaga) (25 Tsd.)
    - Leti (Ritualsprache der Mangisa)

  - Nomaande-Yambeta
    - Nomaande (6 Tsd.), Yambeta (4 Tsd.), Bati (1 Tsd.), Tuotomb (1 Tsd.)
    - Tunen (Bamen)

  - Yambasa
    - Nugunu (Yambasa) (35 Tsd.), Elip (6 Tsd.), Mmaala (5 Tsd.)
    - Yangben (2 Tsd.), Nubaca (1 Tsd.), Mbule (1,5 Tsd.)